# Герб Казани
Герб Каза́ни — официальный символ муниципального образования город Казань, наряду с флагом города и штандартом казанского мэра.

## Описание
Решение Казанского Совета народных депутатов от 24 декабря 2004 года обрисовывает «герб города Казани» следующими чертами:

Герб города Казани представляет собой изображение на четырёхугольном, с закруглёнными нижними углами, заострённом в оконечности геральдическом щите.

Геральдическое описание изображения на гербе города Казани гласит:
«В серебряном поле на зелёной земле чёрный дракон с червлёными крыльями и языком, с золотыми лапами, когтями и глазами, увенчанный золотой короной. Щит увенчан Казанской шапкой».

Зилант является силой созидательной и благоприятствующей человеку, обладает космической сверхъестественной силой, символизирует мощь, величие, жизнь, свет, мудрость, непобедимость, символ бессмертия и вечного возрождения. Язык в форме стрелы означает импульс, быстроту и целенаправленность.

Земля — хранительница жизни и богатств, символ жизни.

Корона — символ достижения высокой ступени развития.

Казанская шапка указывает на статус Казани как столицы территорий и их древние традиции.

Символические значения цветов:

Зелёный цвет — символ весны, радости, надежды, природы, означает достаток, процветание, стабильность.

Золотой цвет — символ высшей ценности, богатства, величия, постоянства, прочности, силы, великодушия, интеллекта, интуиции и провидения, солнечного света.

Серебряный цвет — символ совершенства, благородства, чистоты помыслов, мира.

Червлёный цвет — символ храбрости, мужества, неустрашимости, зрелости, энергии, жизнеспособности.

Чёрный цвет — символ благоразумия, мудрости, честности, смирения и вечности бытия.

## История

### Древнейшая казанская символика

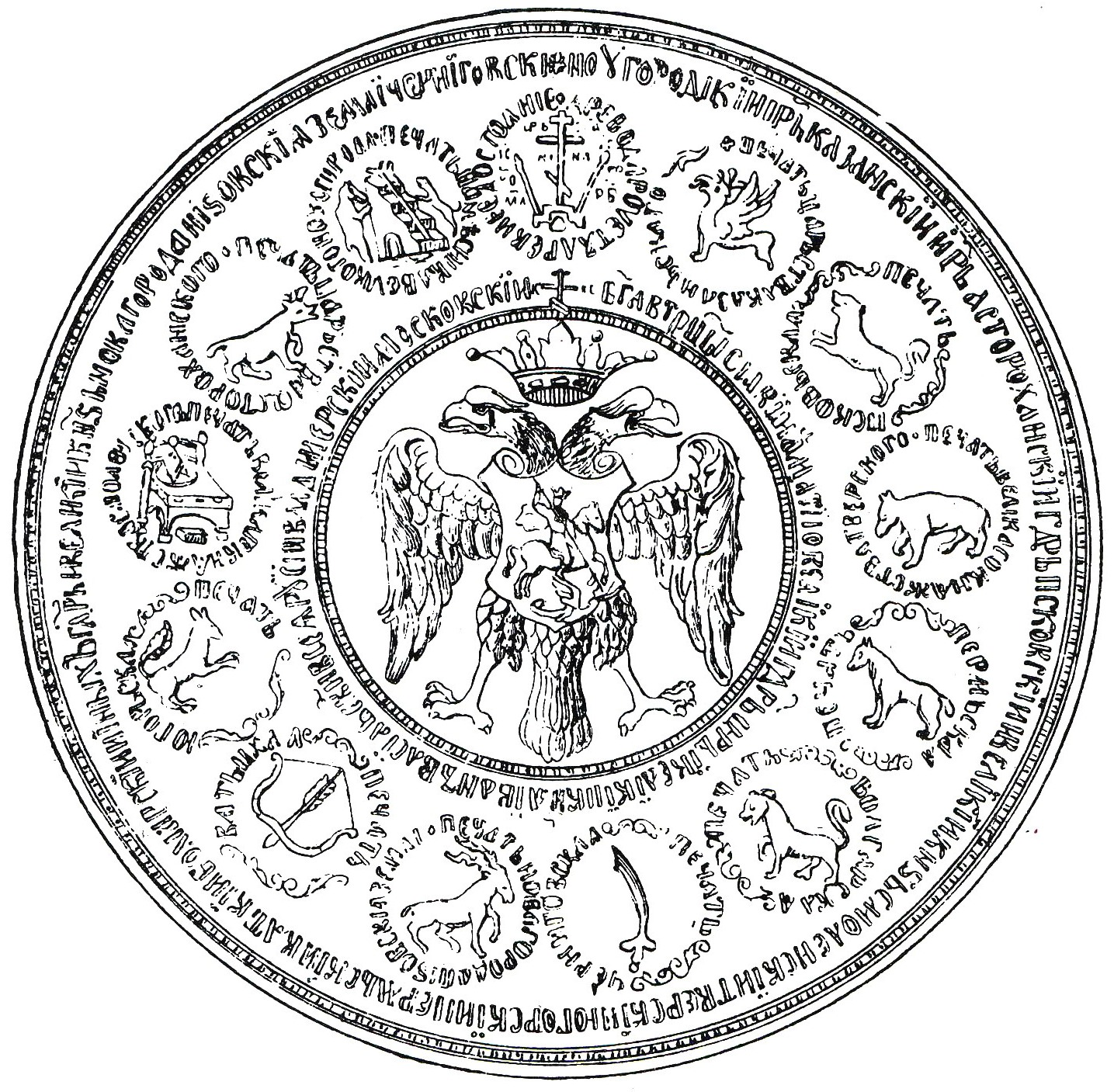
Большая печать Иоанна IV Васильевича (XVI век). Печать Царства Казанского вверху справа.

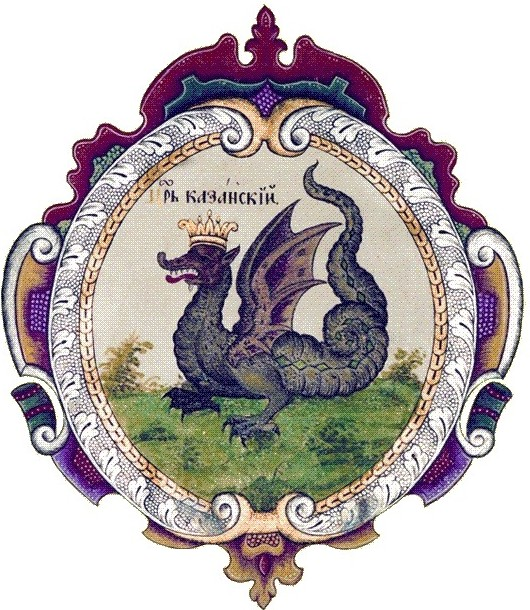
Эмблема Казанского царства из царского титулярника 1672 года.

О символике Казани ханского периода достоверных сведений нет.
Известно, что казанская гербовая фигура использовалась для обозначения Казанского царства уже в Большой печати царя Иоанна IV. В указе царя Алексея Михайловича об изготовлении гербового знамени 1666 года приводилось такое её описание:

Печать Казанская на ней в каруне василиск, крылы золото, конец хвоста золот.

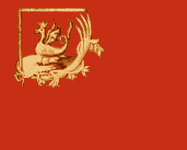
Знамя Казанского полка 1712 г.

Однако первые официально утверждаемые гербовидные символы появляются в России только в начале XVIII века, когда армейские полки получают названия в соответствии с местами их дислокации, а на полковых знамёнах появляются гербовидные символы соответствующих территорий. В частности, известны изображения знамён казанского полка 1712 и 1730 годов, а также герб на знамени Свияжского полка из так называемого «Знамённого гербовника Миниха» 1730 года.

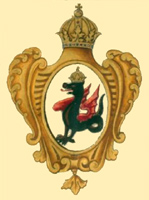
Герб на знамени Казанского полка полка 1730 года из знаменного гербовника

В 1730 году герб для знамён Казанского пехотного полка был описан так: «в золотом щите, на белом поле чёрный змей с красными крыльями под золотою короною Казанского Царства».
«Для отправления геральдического художества» Петром I в 1724 году в Россию был приглашён геральдист Франц Санти. Ему было поручено составить гербы областей и городов. Казанский герб им был описан следующим образом: «Поле серебряное с драконом или змием чёрным, у которого крылья красные, а коронован златой или жёлтой короною; тот же дракон сидит на зелёном дёрне».
Подобное же изображение «герба Казанского» можно найти в Брюсовом календаре, изданном в 1775 году.

### Герб 1781 года

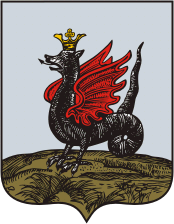
Герб Казанского наместничества с 18 октября 1781 года

18 октября 1781 года для Казанского наместничества императрицей Екатериной II был Высочайше утверждён свой герб. Он был описан следующим образом: «змий чёрный, под короною золотою Казанскою, крылья красные, поле белое». Герб представлял собой французский геральдический щит, на котором изображался стоящий чёрный коронованный золотой Казанской шапкой змий с красными крыльями в белом поле на зелёной земле, как на эмблеме Казанского царства в царском титулярнике 1672 года.

### Герб 1856 года

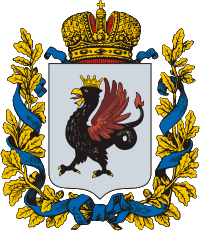
Герб Казанской губернии с 8 декабря 1856 года

8 декабря 1856 года Александром II был утверждён новый герб Казанской губернии: «В серебряном щите чёрный коронованный дракон, крылья и хвост червлёные, клюв и когти золотые; язык червлёный. Щит увенчан Императорской короной и окружён золотыми дубовыми листьями, соединёнными Андреевской лентой». Дракон при этом стал изображаться шествующим (идущим).

### Герб 1859 года

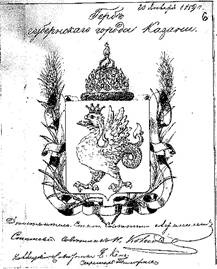
Герб Казани 1859 года

В середине XIX века для городских гербов России были введены "украшения": короны, венки, ленты. Герб Казани в 1859 году был перерисован в соответствии с правилами геральдики, исчезла земля под ногами змея, щит венчала "шапка Казанская". Описание проекта герба звучало следующим образом: "В серебряном щите черный коронованный дракон, крылья и хвост червленые, клюв и когти золотые, язык червленый". Вокруг щита - колосья пшеницы, соединенные Александровской лентой.

### Советский период

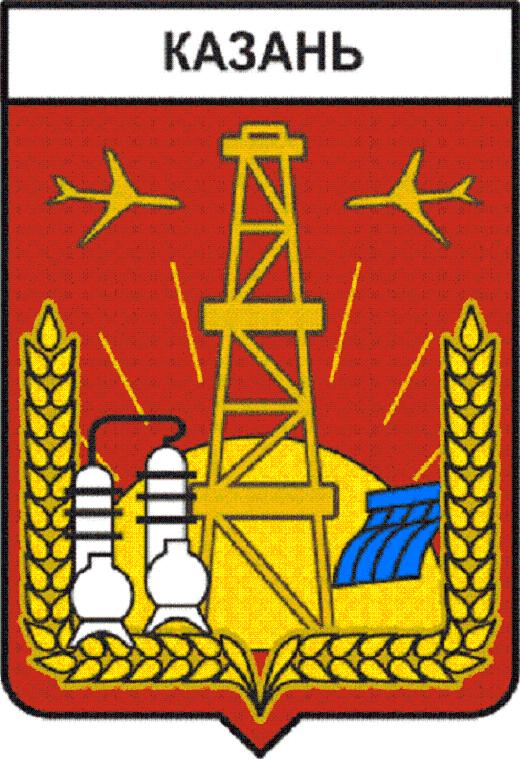
Герб Казани в советский период

В советский период утверждённые в царское время гербы не использовались. Символ был полностью перерисован – на пятиконечном щите располагались символы индустриализации города: нефтяная вышка, опоры линии электропередач, плотина, самолеты в небе, а также рамка из пшеничных колосьев. В то же время в советское время иногда на сувенирах использовалась историческая эмблема - дракон, но в большинстве случаев корону над его головой заменяла пятиконечная звезда
Неофициально символами Казани выступали изображения таких архитектурных достопримечательностей города, как Спасская башня Казанского кремля, башня Сююмбике, государственный цирк.

### Современная казанская символика

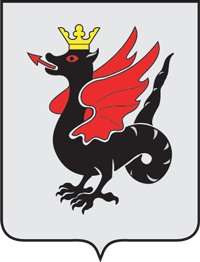
Изображение, неофициально использовавшееся в качестве герба Казани в 1990-е (до 2004 года).

В ходе подготовки к празднованию 1000-летия Казани, в декабре 2003 года Казанский Совет народных депутатов поднял вопрос о разработке и утверждении положения о гербе и флаге города Казани.
К работе над символами Казани были привлечены историки, археологи, филологи, искусствоведы. Вопросы о гербе и флаге Казани обсуждались в Институте истории и Институте языка, литературы и искусства Академии наук Республики Татарстан. Проекты герба и флага Казани предварительно прошли экспертизу в Государственном геральдическом совете при Президенте России, были одобрены Геральдическим советом при Президенте Татарстана.
В результате 24 декабря 2004 года решением Казанского Совета народных депутатов было утверждено Положение о гербе и флаге города.
Эталон герба (цветной и чёрно-белый рисунки) и флага города Казани, а также их описания были помещены на хранение в Музей 1000-летия города Казани и доступны для ознакомления всем заинтересованным лицам.
Герб города изображён на должностном знаке мэра Казани; на медали «В память 1000-летия Казани».

## Гербовая фигура
Гербовая фигура казанского герба является негеральдической. Это фантастическое (легендарное) животное, которое в разное время определялось по-разному: как василиск, крылатый змий (змей) или дракон; но при этом само изображение животного и атрибут завязанного узлом хвоста существенного формоизменения не претерпели. Неизменен был и такой компонент гербовой фигуры, как наличие у неё короны.
Происхождение казанской гербовой фигуры связывают, в первую очередь, с татарской легендой о Зиланте — змеиным царём, обитавшим на месте Казани. Азбучно само слово «дракон» означает — «драть кон, устои». Завязанный хвост символизирует усмирение дракона.
Существует версия и о том, что змий (дракон) на казанском гербе соответствует змию (дракону) на российском или московском гербе, то есть казанский герб появился позже присоединения Казани к Русскому царству. Так, по мнению М. Г. Худякова:

Позднейший герб царства Казанского в виде дракона, увенчанного царской короной, представляет собою чисто-русское изобретение, ничего общего не имеющее с ханством Казанским. Этот герб был составлен московскими придворными геральдистами, вышедшими из школы митрополита Макария, вслед за покорением ханства. Геральдисты Ивана IV воспользовались для этого случая фигурой дракона, имевшегося в московском гербе (Георгий Победоносец, поражающий дракона копьем); по мысли московских книжников того времени, дракон в гербе Казанского царства должен был служить изображением враждебного государства.— Очерки по истории Казанского ханства, 1923.:186-187

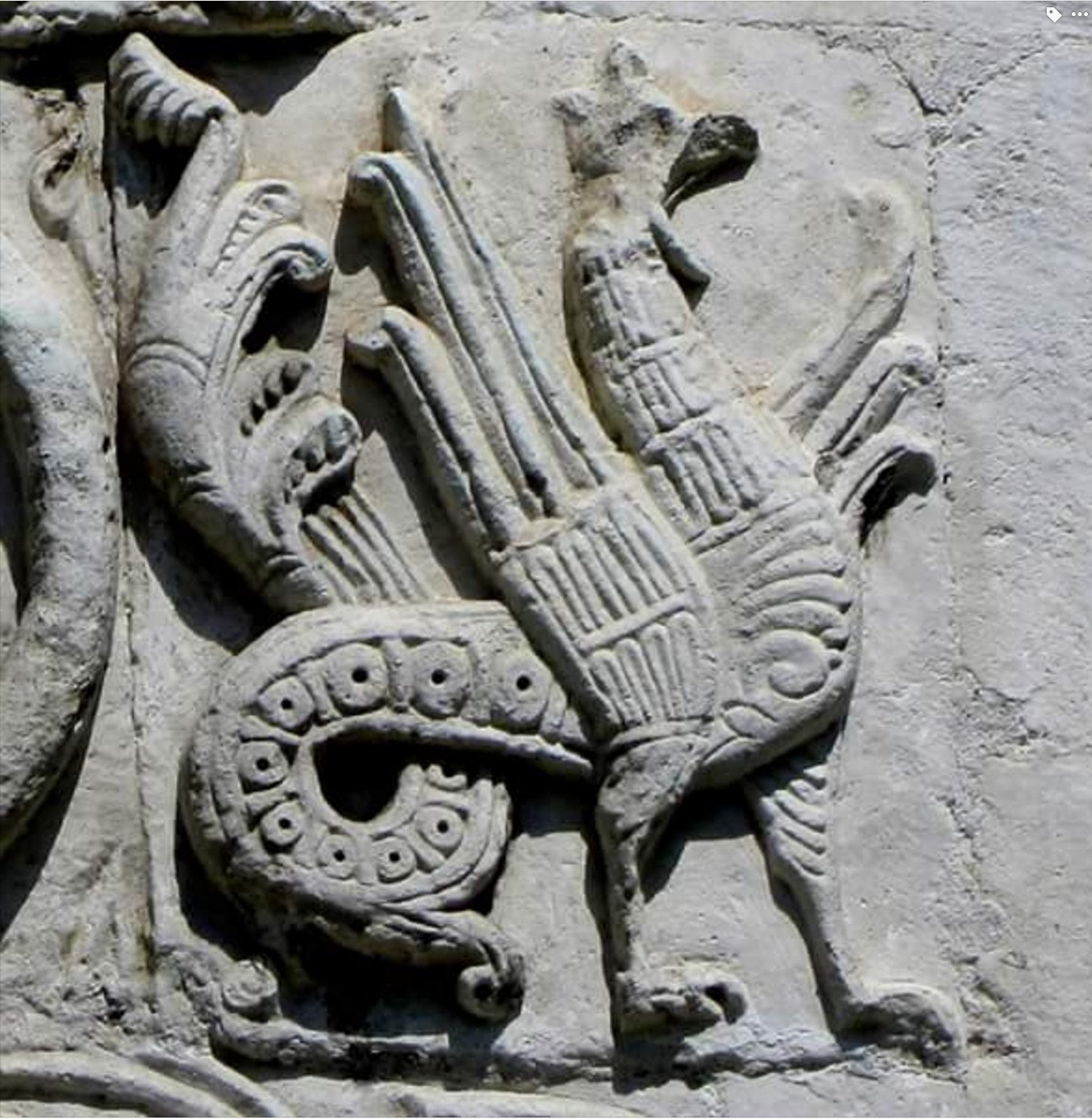
Казанский грифон Зилант, барельеф на Георгиевском соборе в Юрьеве-Польском

## Казанская символика в гербе Российской империи

Малый государственный герб России (1883)

С 1830-х годов по 1917 год герб Казани помещался на Большом и Малом Государственных гербах Российской империи.
На Большом Государственном гербе герб Казани изображался с короной (шапкой Казанской) первым среди девяти гербов, окружавших главный щит. На Малом Государственном гербе он изображался без короны, на крыле российского двуглавого орла, первым из восьми гербов, окружавших центральный щит с изображением московского герба.

## Казанская символика в гербах других городов

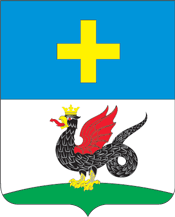
Герб Каширы 1778 года.

Казанская геральдическая символика встречается в гербах некоторых других городов.

### Герб Каширы
Ещё до первого официального утверждения самого казанского герба, он уже упоминался в описании герба города Каширы от 8 марта 1778 года:

Щит, разрезанный надвое горизонтальною чертою: в верхней части щита в лазоревом поле златой крест, а в нижней части в серебряном поле чёрный с червлёными крыльями и увенчанный златым венцом дракон, представляющий герб Казанский, в напамятование, что сей град при Великом Князе Василии Иоанновиче был дан в удел Абдыл Летифу, снизверженному царю Казанскому; а верхняя часть щита показует, что он и тогда не выходил из под Российской державы.

### Гербы уездных городов
В 1781 году почти для всех уездных городов Казанского наместничества (кроме самой Казани и Свияжска) герольдмейстером А. А. Волковым были составлены гербы с помещённым в верхней части пересечённых щитов «гербом Казанским». Это гербы Арска, Козьмодемьянска, Лаишева, Мамадыша, Спасска, Тетюш, Царевококшайска, Цивильска, Чебоксар, Чистополя и Ядрина.

Гербы уездных городов Казанского наместничества 1781 года
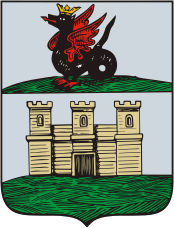
Герб Арска
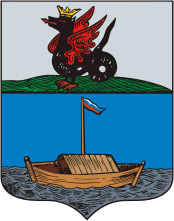
Герб Лаишева
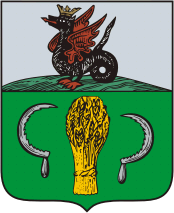
Герб Мамадыша
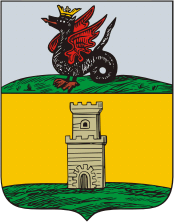
Герб Спасска
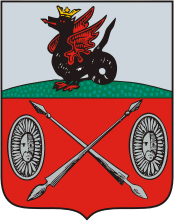
Герб Тетюш
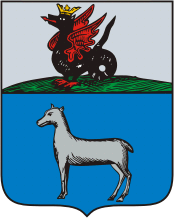
Герб Царевококшайска
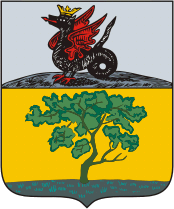
Герб Цивильска
Герб Чебоксар
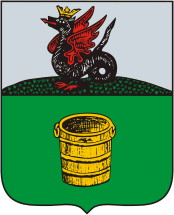
Герб Чистополя
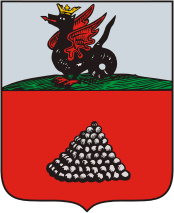
Герб Ядрина

В настоящее время лишь некоторые из указанных городов сохранили казанскую символику в своих гербах. Это расположенные ныне: в Татарстане — Болгар (Спасск), Лаишев и Чистополь; в Чувашии — Ядрин.

## Использование герба Казани

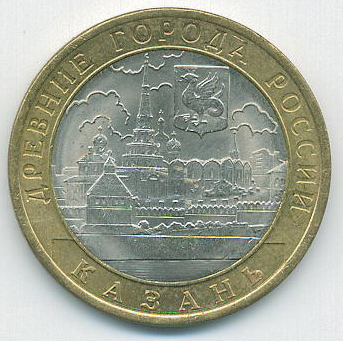
Памятная десятирублёвая монета 2005 года из цикла «Древние города России».

Герб Казани используется для обозначения города Казани (например, помещается на указателях при въезде на территорию города), украшения фасадов зданий и фасадных вывесок городских органов власти, муниципальных предприятий и организаций. Герб в обязательном порядке помещается в залах и рабочих кабинетах должностных лиц муниципального образования Казань.
Также герб Казани помещается на печатях и бланках документов, на официальных изданиях города.
Он может размещаться на транспортных средствах, находящихся в муниципальной собственности, на форменной одежде городских служащих, на изданиях городских печатных средств массовой информации.